# L'ultima prova
L'ultima prova (His Brother's Wife) è un film del 1936 diretto da W. S. Van Dyke.

## Produzione
Il film, diretto da W.S. Van Dyke su una sceneggiatura di George Auerbach e John Meehan e un soggetto di George Auerbach, fu prodotto da Lawrence Weingarten per la Metro-Goldwyn-Mayer e girato nei Metro-Goldwyn-Mayer Studios a Culver City, California, dal giugno al luglio del 1936. Nei titoli il film viene presentato come "A W. S. Van Dyke Production". Il film doveva originariamente essere diretto da E. A. Dupont. È il primo dei tre film interpretati dalla coppia Robert Taylor e Barbara Stanwyck, che furono poi sposati per 12 anni dal 1939 al 1951.

## Distribuzione
Il film fu distribuito con il titolo His Brother's Wife negli Stati Uniti dal 7 agosto 1936 al cinema dalla Metro-Goldwyn-Mayer.
Altre distribuzioni:
- in Finlandia il 3 gennaio 1937 (Hänen veljensä vaimo)
- in Danimarca il 20 gennaio 1937 (Hans broders hustru)
- in Portogallo il 18 maggio 1937 (Febres Tropicais)
- in Svezia il 18 maggio 1937 (Hans broders hustru)
- in Austria (Zwischen Haß und Liebe)
- in Brasile (A Mulher de Meu Irmão)
- in Germania (Zwischen Haß und Liebe)
- in Spagna (La esposa de su hermano)
- in Francia (La fièvre des Tropiques)
- nel Regno Unito (Lady of the Tropics)
- in Grecia (Enohos pothos)
- in Italia (L'ultima prova)
- in Polonia (Bratowa)

## Critica
Secondo il Morandini il film assomiglia ad una soap opera ed è un "classico esempio di miscasting" ai danni della Stanwyck.